# Castello di San Polo
Il Castello di San Polo  è un castello medievale situato a San Polo, frazione del comune italiano di Podenzano, in provincia di Piacenza. Il castello sorge nella pianura Padana, nei pressi del corso del torrente Nure.

## Storia
Di origini trecentesche, l'anno preciso di fondazione del castello è ignoto. Nel 1385 fu di proprietà di Guglielmo Landi, rimanendo alla sua famiglia fino al XV secolo. Successivamente, nel 1420 fu ceduto dallo stesso Guglielmo Landi agli Anguissola nel 1420. Due anni più tardi il castello fu comprato da Giovanni Carlo Anguissola, che, dopo essere stato capitano dell'esercito di Francesco Sforza, nel 1467 venne investito conte di San Polo da parte del duca di Milano Gian Galeazzo Sforza.
Il 18 gennaio 1504 Pier Bernardino Anguissola ottenne l'investitura sui feudi di San Polo e Folignano da parte del re di Francia Luigi XII. Gli Anguissola mantennero il controllo sul feudo di San Polo almeno fino al 1727, anno in cui il conte Ferdinando Anguissola era signore della località.
Nel 1746 i soldati austriaci guidati dal generale Berenklau, imprigionarono all'interno del castello i soldati spagnoli che si erano arroccati nel castello di Rivalta e che erano stati costretti alla resa.
Dopo gli Anguissola il castello pervenne ai marchesi Cesena che poi lo cedettero alla famiglia Ardizzoni-Calvi, la quale si estinse nel 1884 con la morte del conte Gherardo; la proprietà del castello passò quindi, per tramite della sorella Costanza, al cavalier Lucca, i cui eredi mantennero il controllo sul castello fino alla fine del secolo.
In seguito fu di proprietà dei signori Ghirardelli, dei Gesuiti e infine della famiglia Ferrari, venendo adibito a casa colonica e cadendo poi in uno stato di abbandono.

## Struttura
Ormai ridotto ad un rudere pericolante ed inaccessibile dopo essere stato adibito a casa colonica, è quasi completamente ricoperto da vegetazione. Costruito in pietra e mattoni, è simile ad altri castelli piacentini di pianura, soprattutto nei lacerti originali esterni, stilisticamente simili a quelli del castello di Podenzano, che fu anch'esso storicamente di proprietà della famiglia Anguissola.
Il castello ha pianta trapezoidale, costituito da due corpi separati, quello sul lato meridionale è staccato, ma collegato al resto del fabbricato da due muri.
Le tre torri sono dislocate in maniera asimmetrica. Le due degli angoli nord-est e sud-est sono a pianta circolare, la prima con merli originali murati e sovralzati e la seconda più bassa a colombaia; la torre di nord-ovest è a pianta quadrata, forse ristrutturata durante il XVI secolo.
Tra il Cinquecento e il Seicento, forse su iniziativa della famiglia Ardizzoni-Calvi, il cui stemma è presente all'interno dell'edificio, fu trasformato in palazzo residenziale, modificando il lato orientale ed il cortile interno, dove sono il portico e la loggia superiore, entrambi a tre fornici arcuati e uniti tra loro per mezzo di uno scalone a doppia rampa.